# Буюнда
Бую́нда — одна из крупнейших рек Магаданской области, впадает справа в Колыму в 1573 км от устья.
Река берёт начало в горах Колымско-Охотского водораздела и протекает по Колымскому нагорью. Длина реки 434 км, площадь водосборного бассейна — 24 800 км². В бассейне реки более 1550 озёр.
В переводе с эвенского «буйунда» — «дикооленная».
В Среднеканский район входили посёлки Буюнда и Верхняя Буюнда, упразднённые в 1994 году, а в Хасынский район входил посёлок Буюнда, упразднённый в 1996 году.

## Гидрология

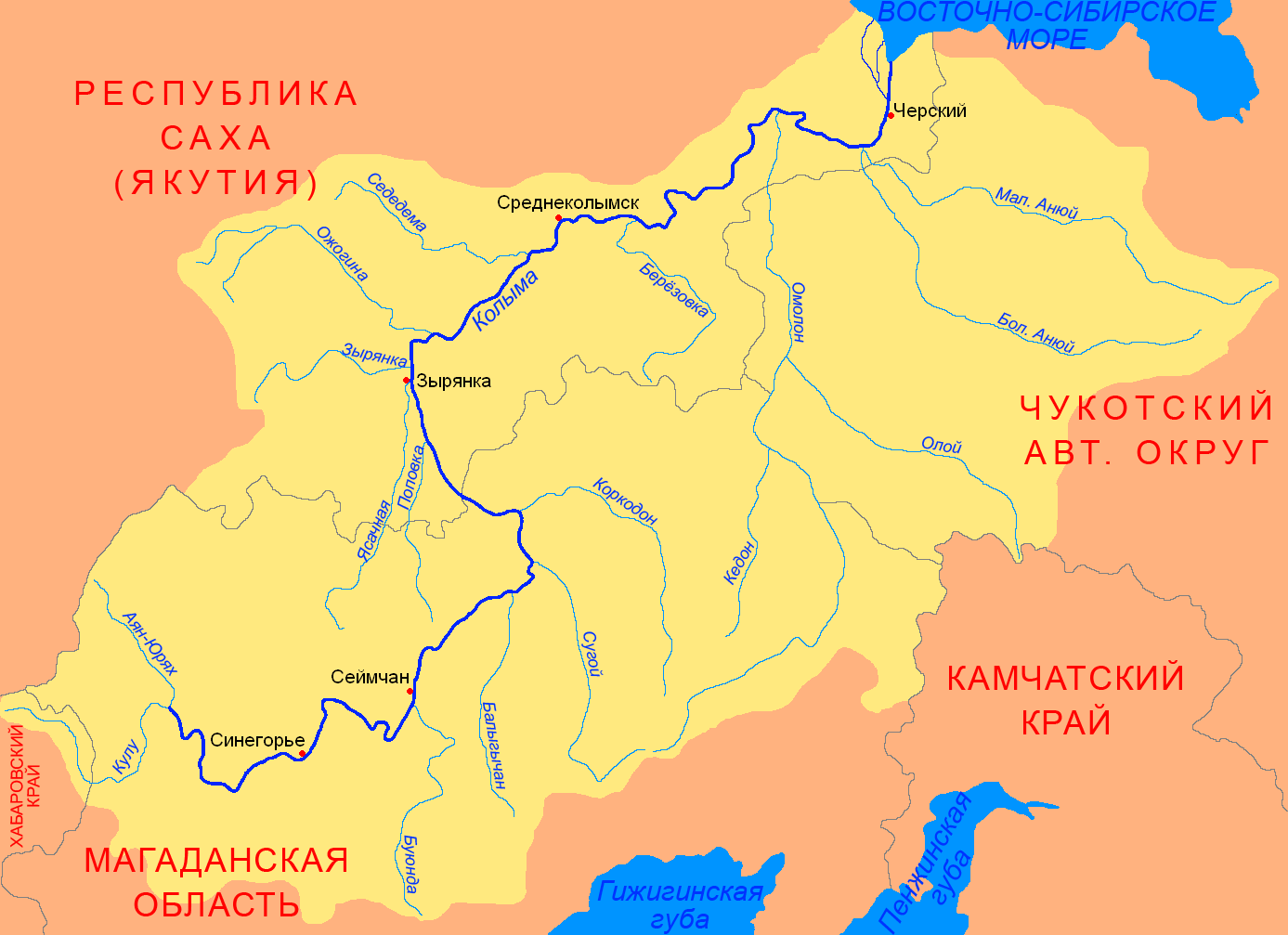
Бассейн реки Колыма

Питание дождевое и снеговое, в низовьях много порогов. Встречаются наледи. Ледостав с конца октября по конец мая. Сезонный размах изменения уровней воды 3,1 м.
Средний расход воды — 215 м³/с. Объём стока 6,786 км³/год, модуль стока 8,7 л/(c×км²)

## Химический состав
По химическому составу вода реки относится к гидрокарбонатному классу (в отдельные фазы режима — сульфатному) и кальциевой группе. Минерализация менее 50 мг/л. Мутность воды в пределах 60-70 г/м³.

## Хозяйственное значение
На хозяйственные нужды в среднем расходуется около 250 тыс. м³ воды в год. Отдельные участки русла зимой используют под зимники. Ранее Буюнда была частью большого транспортного пути, до 1920-х годов имевшего большое значение в снабжении колымских посёлков. Привлекательный объект для проведения сплавов.
В реке водится голец, хариус, сиг, налим, ленок.

## Данные водного реестра
По данным государственного водного реестра России относится к Анадыро-Колымскому бассейновому округу, водохозяйственный участок реки — Колыма от Колымской ГЭС до впадения реки Сеймчан, речной подбассейн реки — Колыма до впадения Омолона. Речной бассейн реки — Колыма.
Код водного объекта в государственном водном реестре — 19010100212119000014784.

## Притоки
Объекты перечислены по порядку от устья к истоку.
- 24 км: река без названия
- 25 км: река без названия
- 27 км: Сабарга
- 32 км: река без названия
- 40 км: Укороченный
- 72 км: река без названия
- 75 км: Тихий
- 82 км: река без названия
- 94 км: река без названия
- 94 км: Муссонный
- 107 км: Затерянный
- 117 км: река без названия
- 122 км: Эльген
- 150 км: река без названия
- 157 км: река без названия
- 175 км: Сидор
- 187 км: Опасный
- 189 км: Ночной
- 204 км: Глухарь
- 220 км: Красавчик
- 223 км: Большая Купка
- 236 км: река без названия
- 237 км: Мороз
- 238 км: Нижний Пойменный
- 238 км: Пойменный
- 248 км: Фойхт
- 248 км: Хулугунья
- 252 км: Поворотный
- 252 км: Робкий
- 259 км: Осолонья
- 269 км: Буркат
- 281 км: Чалбыга
- 288 км: Герба
- 296 км: Нижняя Лакланда
- 299 км: Верхняя Лакланда
- 305 км: Калтах
- 316 км: Могильный
- 319 км: Малая Купка
- 322 км: Хурчан
- 333 км: Галушка
- 335 км: Товарищ
- 341 км: река без названия
- 341 км: Талая
- 348 км: река без названия
- 357 км: река без названия
- 363 км: Маут
- 365 км: Эльген
- 366 км: Заросший
- 369 км: Кудеяр
- 374 км: Мэнэчан
- 382 км: река без названия
- 382 км: Третий
- 385 км: река без названия
- 390 км: Омчик
- 397 км: Тэнгкэли
- 401 км: Глухариный
- 403 км: Чумыш
- 407 км: Томь
- 409 км: Вопрос
- 417 км: Левая Буюнда
- 418 км: Таборный